# 巴斯光年 (電影)
是一部2022年美國3D電腦動畫冒險片，由皮克斯動畫工作室和華特迪士尼影業共同製作，並由華特迪士尼工作室電影發行。本片改編自《玩具總動員系列電影》旗下的同名角色巴斯光年，亦是該系列的衍生作品，由安格斯·麥克連執導，麥克連和傑森·海德利編劇，主要配音員包括克里斯·伊凡、琪琪·帕瑪、黛爾·索爾斯和塔伊加·維迪提。
《巴斯光年》2022年6月9日在洛杉磯舉行全球首映，6月17日美國院線上映。電影的整體評價褒貶不一，仍以正面為主，影評家稱讚其動畫、配音、視覺和配樂，但批評情節刻劃的問題，觀眾的反響則偏向兩極，含有LGBT的劇情也讓電影在部份國家被取消或禁止上映。製作預算扣除營銷和發行成本前的製作預算為2億美元，全球票房收入為2.26億美元，導致電影成為票房炸彈。
電影入圍第95屆奧斯卡金像獎最佳動畫片角逐名單，但最終未進入決選階段，成為《玩具總動員系列電影》少數沒有入圍奧斯卡金像獎最佳動畫片的作品。獲得第47屆土星獎的最佳動畫電影提名。

## 劇情
1995年，一個叫安弟（Andy）的男孩生日收到巴斯光年的玩具，源自他最愛的電影，這就是那部電影。
在電影中，隶属于银河联盟（Star Command）的太空骑警巴斯光年与指挥官艾莉莎·霍松、菜鸟费瑟灵汉斯坦造访宜居星球蒂卡纳主星（Tikana Prime）。一行人受到外星生物威胁，被迫撤回到他们的飞船。然而飞船被巴斯不小心弄坏，必须要修复才能继续后续的路程。一年之后，众人新建了一个太空殖民地，并且附带建了一个修复飞船需要用的设施。自告奋勇测试飞船修复必备的超空間燃料后，巴斯发现蒂卡纳主星的时间在相对论速度的作用下产生膨胀，使蒂卡纳主星的时间已经过去了四年。
之后猫型机器人白袜出现，与巴斯一起继续测试。每测试一次，星球的时间就会过四年，两人总共经历了62年。此时殖民地迅速发展，艾莉莎年老死去，留下生前与妻子纪子共同养育的一个家庭，同時新任指挥官伯恩赛德宣示放棄测试任務並決定定居蒂卡纳主星。经过62年的漫长时间，白袜改善了燃料的成分，让燃料可以被用来进行超光速飞行。後來巴斯违背伯恩赛德的命令，擅自使用新燃料进行超空间测试，进展十分顺利。试验结束后，巴斯发现又过去了22年，彼时行星被神秘的札克天王率領机器人大军占领。巴斯在落地后遇到了几位殖民地防卫军，其中有艾莉莎的成年孙女伊琪·霍松、天真的新兵莫·莫里森及年迈的假释犯达比·史提尔。巴斯一开始不愿意和防卫军合作，后来渐渐对他们产生了好感，最终一同向札克的飞船发起进攻，一举摧毁入侵大军。
一次碰面的过程中，札克天王把巴斯绑到自己的飞船上，透露自己是来自原时间线的老年巴斯，并且在完成超空间测试后逃离了伯恩赛德的部队。之后在时间膨胀的作用下，他来到不久之后的未来，遇到一艘技术先进的废弃太空船。他穿上标志性的机甲装，以札克天王作为化名，按时回到现在的世界，因而產生出一條分支時間線，衍生出由巴斯在落地后遇到防卫军開始的劇情。原來札克天王的计划是从巴斯手里拿到大量超空间燃料，之后再回到过去，阻止巴斯他们的太空船提前抵达星球。然而巴斯拒绝把燃料给他，说这会造成时间悖论，札克天王一气之下攻击了他。就在这个时候，伊琪、莫里森、达比和白袜登上飞船，在一场大混战后与巴斯摧毁了飞船。
然而爆炸的飞船没有炸死札克天王，让札克天王趁机袭击了巴斯，从巴斯手中夺走超空间燃料。就在札克天王快要殺死巴斯的时候，巴斯裝備火箭機翼跳出飛船並开枪打中燃料，使得燃料爆炸，炸飛了札克天王。没有了燃料，巴斯表示愿意留在星球。一着陆，指挥官伯恩赛德就过来逮捕巴斯。不过没过多久伯恩赛德就改变了主意，让巴斯重振太空骑警团。巴斯随即选择伊琪、莫里森、达比和白袜担任军团的核心成员，而这完全出乎伯恩赛德意料。之后巴斯一行人被派往未知的地方展开新的冒险。
結尾顯示札克天王仍活著。

## 配音員
- 克里斯·伊凡聲演巴斯光年（Buzz Lightyear）（國語配音：張騰，粵語配音：賈澤麟）
- 琪琪·帕瑪聲演伊琪·霍松（Izzy Hawthorne）（國語配音：陳貞伃，粵語配音：顧詠雪，李芊柔（幼年））
- 黛爾·索爾斯（英语：Dale Soules）聲演達比·史提爾（Darby Steel）（國語配音：王華怡，粵語配音：譚淑英）
- 塔伊加·維迪提聲演老莫·莫里森（Mo Morrison）（國語配音：宋克軍，粵語配音：盧富泰）
- 彼得·索恩聲演白襪（Sox）（國語配音：王辰驊，粵語配音：張預東）
- 烏佐·阿杜巴聲演艾莉莎·霍松（Alicia Hawthorne）（國語配音：汪世瑋，粵語配音：邵美君）
- 詹姆斯·布洛林聲演札克天王（Emperor Zurg）（國語配音：徐健春，粵語配音：李忠強）
- 瑪麗·麥克唐納-路易斯（Mary McDonald-Lewis）聲演I.V.A.N.（國語配音：曾允凡，粵語配音：賴芸芬）
- 艾弗林·拉米雷茲（英语：Efren Ramirez）聲演迪亞斯（Diaz）（國語配音：賈文安，粵語配音：黎景全）
- 小伊塞亞·維特洛克（英语：Isiah Whitlock Jr.）聲演伯恩賽德指揮官（Commander Burnside）（國語配音：王希華，粵語配音：高翰文）

其他配音演員
- 台灣版：張至超，賴緯，張乃文，馬至慧
- 香港版：陳旭恆，李建良， 陳振聲，李家輝，馬慧琪，蔡忠衛，葉嘉敏，鄭佩嘉

## 製作
2020年12月10日，皮克斯動畫工作室在迪士尼投資者日上宣佈正在製作一部改編自巴斯光年的電影，由克里斯·伊凡擔任主要配音員，預定2022年6月17日上映。該片由安格斯·麥克連執導，加林·蘇斯曼擔任製片人。2022年2月8日，釋出官方預告片，並宣佈琪琪·帕瑪、黛爾·索爾斯、塔伊加·維迪提、彼得·索恩、烏佐·阿杜巴、詹姆斯·布洛林、瑪麗·麥克唐納-路易斯（Mary McDonald-Lewis）、艾弗林·拉米雷茲和小伊塞亞·維特洛克加入配音陣容。2022年5月29日，一級方程式法拉利車隊正式宣佈《巴斯光年》一片的宣传广告將會在2022年摩納哥大獎賽周末出现在赛车车身；與此同時，法拉利车队的两位車手夏尔·勒克莱尔及小卡洛斯·塞恩斯將會為該片客串聲演意大利語及西班牙語版本。

## 發行
《巴斯光年》由華特迪士尼工作室電影定於2022年6月17日在美國院线上映，這也是皮克斯自2020年《靈魂奇遇記》後首部在電影院上映的作品。此外，本作亦是第一部部分畫面採用IMAX畫幅的動畫電影。

### 爭議
本片在制作初期因刪減了LGBT的剧情，在美国造起了争议主题。这起源于佛罗里达州通过了一项禁止在公立学校讨论性取向的法律，而迪士尼最初对该措施保持沉默。然而，迪士尼最终在公众和其员工的压力下谴责了这条法律，并恢复了被刪減的LGBT剧情。
也因为上述原因，華特迪士尼工作室電影虽拥有两种版本的放映权，但拒绝提供任何刪減版本的放映。由於剧情涉及同性接吻和同二代的LGBT元素，《光年正传》在14个国家被禁止或取消上映。被禁止上映的国家包括阿联酋、巴林、伊拉克、约旦、科威特、阿曼、巴勒斯坦、卡塔尔、沙特阿拉伯、叙利亚、埃及、马来西亚、黎巴嫩和中华人民共和国。迪士尼工作室也表示，尽管收到来自中国大陆的审查要求，但不会为了迎合中国大陆市场而删减任何情节。虽然中国大陆当局并未明示禁映，但考虑到中国大陆以往对LGBT等敏感话题的审查和削删，制片人加林·苏斯曼认为这部电影也不会在中国大陆上映，并且直到同年8月3日才安排Disney+上架，並列為18+評級(印尼列為21+)。
大马电检局表示，电检局其实已批准《光年正传》删减版上映，本片最终是由马来西亚迪士尼取消上映。
此外，本片在新加坡的电影分级制度列入限制16岁以下人士进入电影院观看的NC16评级，这也是新加坡第一部因LGBT内容而获得NC16评级的儿童动画电影。尽管印尼电影局沒有禁止该片的上映，但则发出了「穆斯林不得观看」的观告。中国大陆方面也要求删除相关情节（截至2022年6月，该片仍无在中国大陆地区上映的官方消息，但中国大陆的麦当劳餐厅推出了以电影主要角色为原型的儿童餐玩具），而香港和澳門也把該電影分別評級為IIA級和B組。

### 評價
《巴斯光年》獲得的評價褒貶不一，仍以正面為主，爛番茄根據321條專業評論（237條好評，84條差評），獲得74%的新鮮度，平均得分6.7/10，網站共識評價寫道：「《巴斯光年》滿足於成為一個相當傳統的起源故事，而不是伸手摘星，但這部華麗的動畫冒險巧妙地完成了其簡單有趣的使命。」Metacritic則根據57條評論（29條好評，26條褒貶不一，2條差評），獲得60分（滿分100分），代表「正面評價為主」。本片為《玩具總動員系列》3D動畫電影中評價最低的作品。